# Első Orbán-kormány

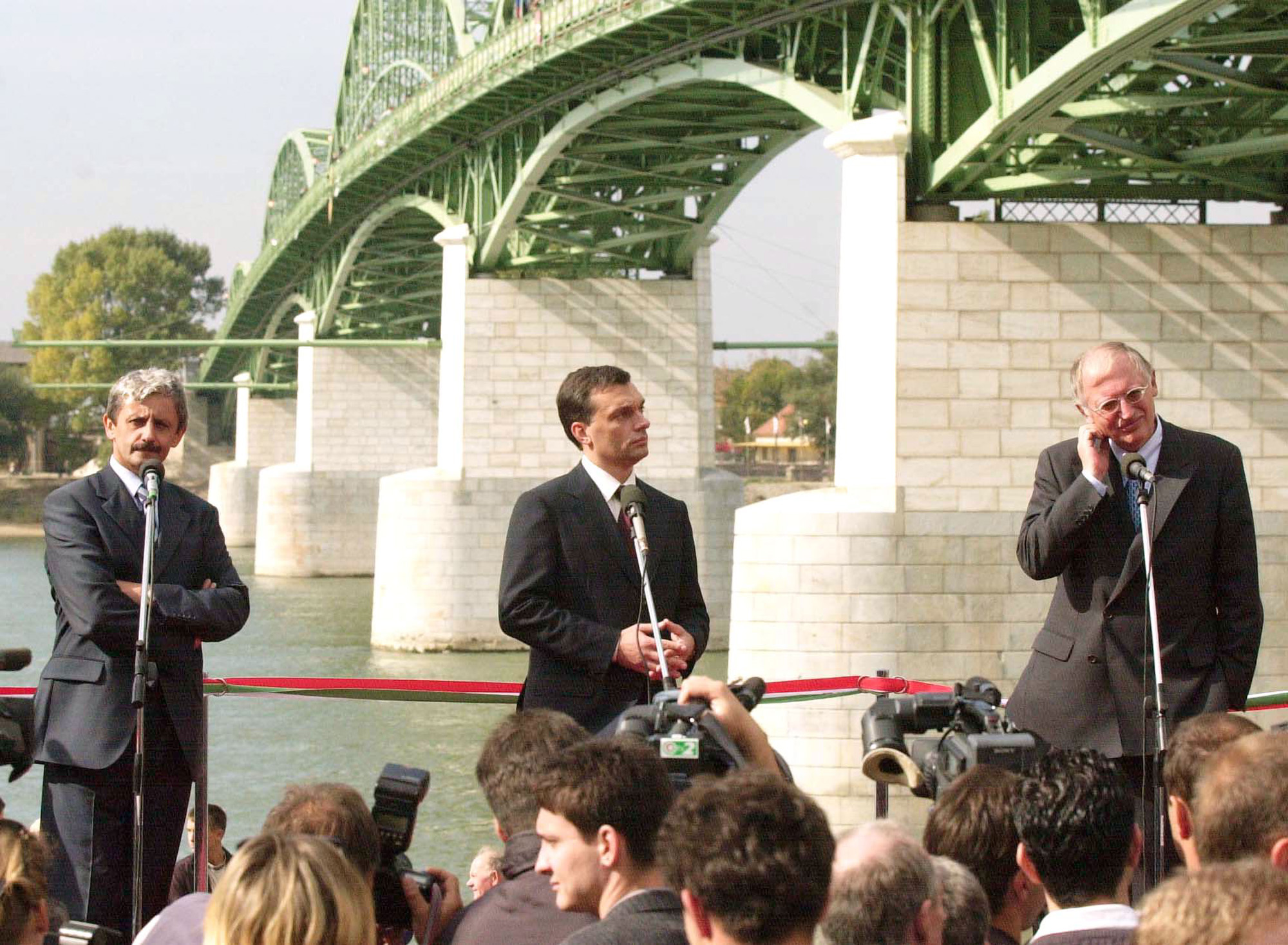
Orbán Viktor (középen) 2001-ben a Mária Valéria híd átadásán. Mikuláš Dzurinda szlovák kormányfő (balra) és Günter Verheugen (jobbra), az EU bővítésért felelős biztosának társaságában

Az első Orbán-kormány a rendszerváltás utáni negyedik kormány volt 1998–2002 között. Létrejöttét az FKgP tette lehetővé: 82 helyen léptette vissza képviselőjelöltjeit a második forduló előtt, ezzel megfordította a választási eredményt. A kormány megalakulásához a visszaléptetések miatt kisebb létszámú, de így is nagy számú, 48 kisgazda képviselő szavazata elengedhetetlen volt. A két párt közötti kormányzati viszonyt a koalíciós megállapodás alkotta, amelyet a tárgyalódelegációk dolgoztak ki, élükön Kövér Lászlóval, illetve Szabadi Bélával. A koalíciós kormányt három párt alkotta: a FIDESZ, az FKGP és az MDF. Az utóbbi a Fidesz segítségével került be az Országgyűlésbe. Orbán Viktor miniszterelnök 1998. július 6-án tette le hivatali esküjét, miniszterei két nappal később, július 8-án. A koalíció 2001-ben, ha formálisan nem is, de érdemileg megszűnt: a koalíciós megállapodás gyakorlatilag hatályát vesztette. Az FKGP még Boros Imre visszahívását sem tudta elérni, holott a jelölés joga a párté volt. Attól kezdve, hogy Torgyán József, az FKGP elnöke, fiának ún. kazetta-ügye miatt lemondani kényszerült miniszteri posztjáról, a párton belüli posztját meg tudta ugyan tartani, de helyzete jelentősen meggyengült: pártjának frakciója – a Fideszt támogató képviselők szavazataival és házszabályt sértő módon – kizárta a pártelnököt a képviselőcsoportból. Öt, korábban a kisgazda frakcióból kizárt, illetve kivált képviselő támogatásáról biztosította a kormányt, ezzel egy időre megmaradt annak többsége az Országgyűlésben. A kormány ugyanakkor külső támogatást kapott a MIÉP-től. A 2002-es választási vereséget követően ügyvezető kormányként működött 2002. május 27-éig.

## Kormányzati szerkezet

### A kormány tagjai
| Név                                                                                                  | Hivatal kezdete   | Hivatal vége       | Párt           | Megjegyzés     |
| Miniszterelnök                                                                                       | Miniszterelnök    | Miniszterelnök     | Miniszterelnök | Miniszterelnök |
| --- | ----------------- | ------------------ | -------------- | -------------- |
| Orbán Viktor                                                                                         | 1998. július 6.   | 2002. május 27.    | Fidesz         |                |
| A Miniszterelnöki Hivatalt vezető miniszter                                                          |                   |                    |                |                |
| Stumpf István                                                                                        | 1998. július 8.   | 2002. május 27.    | pártonkívüli   |                |
| Belügyminiszter                                                                                      |                   |                    |                |                |
| Pintér Sándor                                                                                        | 1998. július 8.   | 2002. május 27.    | pártonkívüli   |                |
| Külügyminiszter                                                                                      |                   |                    |                |                |
| Martonyi János                                                                                       | 1998. július 8.   | 2002. május 27.    | pártonkívüli   |                |
| Pénzügyminiszter                                                                                     |                   |                    |                |                |
| Járai Zsigmond                                                                                       | 1998. július 8.   | 2000. december 31. | pártonkívüli   |                |
| Varga Mihály                                                                                         | 2001. január 1.   | 2002. május 27.    | Fidesz         |                |
| Gazdasági miniszter                                                                                  |                   |                    |                |                |
| Chikán Attila                                                                                        | 1998. július 8.   | 1999. december 31. | pártonkívüli   |                |
| Matolcsy György                                                                                      | 2000. január 1.   | 2002. május 27.    | pártonkívüli   |                |
| Földművelésügyi és vidékfejlesztési miniszter                                                        |                   |                    |                |                |
| Torgyán József                                                                                       | 1998. július 8.   | 2001. február 15.  | FKgP           |                |
| Boros Imre                                                                                           | 2001. február 16. | 2001. március 26.  | FKgP           |                |
| Vonza András                                                                                         | 2001. március 26. | 2002. május 27.    | FKgP           |                |
| Igazságügy-miniszter                                                                                 |                   |                    |                |                |
| Dávid Ibolya                                                                                         | 1998. július 8.   | 2002. május 27.    | MDF            |                |
| Egészségügyi miniszter                                                                               |                   |                    |                |                |
| Gógl Árpád                                                                                           | 1998. július 8.   | 2000. december 31. | Fidesz         |                |
| Mikola István                                                                                        | 2001. január 1.   | 2002. május 27.    | pártonkívüli   |                |
| Nemzeti kulturális örökség minisztere                                                                |                   |                    |                |                |
| Hámori József                                                                                        | 1998. július 8.   | 1999. december 31. | pártonkívüli   |                |
| Rockenbauer Zoltán                                                                                   | 2000. január 1.   | 2002. május 27.    | Fidesz         |                |
| Oktatási miniszter                                                                                   |                   |                    |                |                |
| Pokorni Zoltán                                                                                       | 1998. július 8.   | 2001. július 15.   | Fidesz         |                |
| Pálinkás József                                                                                      | 2001. július 16.  | 2002. május 27.    | Fidesz         |                |
| Szociális és családügyi miniszter                                                                    |                   |                    |                |                |
| Harrach Péter                                                                                        | 1998. július 8.   | 2002. május 27.    | Fidesz         |                |
| Honvédelmi miniszter                                                                                 |                   |                    |                |                |
| Szabó János                                                                                          | 1998. július 8.   | 2002. május 27.    | FKgP           |                |
| Környezetvédelmi miniszter                                                                           |                   |                    |                |                |
| Pepó Pál                                                                                             | 1998. július 8.   | 2000. június 19.   | FKgP           |                |
| Ligetvári Ferenc                                                                                     | 2000. június 20.  | 2000. november 30. | FKgP           |                |
| Turi-Kovács Béla                                                                                     | 2000. december 1. | 2002. május 27.    | FKgP           |                |
| Közlekedési, hírközlési és vízügyi miniszter (2000. június 1-jétől közlekedési és vízügyi miniszter) |                   |                    |                |                |
| Katona Kálmán                                                                                        | 1998. július 8.   | 2000. május 31.    | pártonkívüli   |                |
| Nógrádi László                                                                                       | 2000. június 1.   | 2000. november 30. | Fidesz         |                |
| Fónagy János                                                                                         | 2000. december 1. | 2002. május 27.    | Fidesz         |                |
| Ifjúsági és sportminiszter                                                                           |                   |                    |                |                |
| Deutsch Tamás                                                                                        | 1999. január 1.   | 2002. május 27.    | Fidesz         |                |
| A titkosszolgálatokért felelős tárcanélküli miniszter                                                |                   |                    |                |                |
| Kövér László                                                                                         | 1998. július 8.   | 2000. május 2.     | Fidesz         |                |
| Demeter Ervin                                                                                        | 2000. május 3.    | 2002. május 27.    | pártonkívüli   |                |
| PHARE-program koordinációjáért felelős tárcanélküli miniszter                                        |                   |                    |                |                |
| Boros Imre                                                                                           | 1998. július 8.   | 2002. május 27.    | FKgP           |                |

### Kormányátalakítások
1998. július 6-án a parlament egyazon szavazással (222 igen, 119 nem és 8 tartózkodás mellett) fogadta el a miniszterelnök személyét: Orbán Viktort és kormányprogramját („Az új évezred küszöbén - kormányprogram a polgári Magyarországért"). A program egyes részeit a tárcákat irányító miniszterek és pártjaik készítették. A szavazás után - a rendszerváltás utáni időszak addigi három kormányalakításától eltérően - nem került sor azonnal a kormány megalakítására. A miniszterelnök megszavazása után két nap elmúltával, július 8-án  hozták nyilvánosságra a köztársasági elnök határozatát a miniszterek kinevezéséről.
Az Orbán-kormány megalakulásával jelentősen változott a minisztériumok neve és feladatköre. 
A parlament új törvényt fogadott el a minisztériumok felsorolásáról (1998. évi XXXVI. törvény), amely jelentős struktúraváltozást eredményezett.
- A Népjóléti Minisztériumból Egészségügyi Minisztérium lett.
- Létrejött a Szociális és Családügyi Minisztérium, amelyhez a megszűnő Népjóléti Minisztérium egészségügyi ágazatának feladatai mellett a szintén megszűnő Munkaügyi Minisztérium teendőit is átvette - kivéve a szakoktatás irányítását, melynek gazdája az Oktatási Minisztérium lett.
- A Földművelésügyi Minisztériumból és a Környezetvédelmi és Területfejlesztési Minisztérium egy részéből létrejött a Földművelésügyi és Vidékfejlesztési Minisztérium, ami a korábbi területeken kívül a területfejlesztést, az építészetet, a mezőgazdasági célú vízhasznosítást és vízkárelhárítást, az állami tartalékolást és intervenciót is magában foglalta. Létrejött a legnagyobb minisztérium.
- Az Ipari és Kereskedelmi Minisztériumból létrejött a Gazdasági Minisztérium, a minisztérium feladatai a Pénzügyminisztériumból (PM) és a Munkaügyi Minisztériumból (MüM) átvett feladatokkal bővültek.
- A Miniszterelnöki Hivatal (MEH) vezetője előlépett: miniszteri rangban vezette a hivatalt, amit kancelláriává alakítottak át. Ez is kifejezte az erős központosítást, a minisztériumok szoros felügyeletét. Az 1990 előtti időszak irányításának kettősségét felújították: az egyes minisztériumokat a MEH központi referatúrája ellenőrizte, amelyet a kormány szerkezetének megfelelően szerveztek meg. A MEH apparátusát felduzzasztották, létszámát duplájára, költségvetését sokszorosára növelték. Központi területté tették a kormányzati propagandát, a kormányszóvivő politikai államtitkári rangot kapott: több főosztályt és céget felügyelt. A MEH-ben a politikai államtitkárok száma 11-re nőtt.
- Megszűnt a privatizációért felelős tárca nélküli miniszteri poszt, funkcióját a kancelláriaminiszter kapta. A koalíciós alku részeként a PHARE-támogatások koordinációját tárca nélküli miniszter és néhány fős hivatala végezte: összesítette a minisztériumoktól kapott anyagokat.
- Kettéválasztották a Művelődési és Közoktatási Minisztériumot, külön Oktatási Minisztérium alakult, illetve megalakult a Nemzeti Kulturális Örökség Minisztériuma.
- Az ifjúsági és sportügyek külön minisztériumba kerültek. Ez volt a legkisebb minisztérium. A százat alig meghaladó létszám ellenére a lehető legtöbb, öt helyettes államtitkár működött e szervezetben. A minisztérium létrehozásáról egy 1998. december 22-én elfogadott törvény (1998. évi LXXXVI. törvény) rendelkezett. A tárca a megszűnt Országos Testnevelési és Sporthivatal teendőit vette át.
- Ciklus közben a Közlekedési, Hírközlési és Vízügyi Minisztériumból leválasztották az informatikai ügyeket, amelyet egy kormánybiztos vezetett tovább. Ez a terület is a MEH-be került, a kancelláriaminiszter irányítása alá. Orbán Viktor miniszterelnök az informatika súlyának növekedésével magyarázta a hírközlés kiválását a KHVM-ből.

### Koalíciós válság – Fidesz kontra FKgP
A koalíció válságában és a koalíciós együttműködés megszűnésében, de az ezzel együtt végbement kisgazdapárti leépülésben is több eseménynek és tényezőnek is szerepe van. Mindenekelőtt a kétéves költségvetés elfogadásának, ami minimálisra csökkentette egy pártok közötti veszélyes viszály és egy kormánybukás kockázatát. A 2000 őszén induló, Torgyán József elnevezésével: „lejáratási kampány” (Székely-ügy, Torgyán-villa) nyomás alá helyezte az FKGP-t és elnökét. Már ekkor elindult a helyezkedés az FKGP-ben.
A párt december végi gödi gyűlési határozatai (párt vidéki szárnyának erősítése) után 2001 elején az FKGP frakció egy része, akiket e határozatok érintettek, szembefordult Torgyánnal. Lányi Zsolt és Pokol Béla is lemondott a frakcióvezető-helyettesi tisztségéről, Liebmann Katalin fővárosi elnököt leváltották, amit ő nem akart tudomásul venni. Torgyán elutazott előre megszervezett dél-amerikai körútjára, akkor volt távol, amikor leginkább itthon kellett volna lennie. Lányi Zsolt a miniszterelnöknél tett látogatása után („balkán szindróma”) élére állt a Torgyánnal szembefordulóknak.
Kirobbant az ún. kazettaügy, ami az elnök-minisztert fián keresztül közvetlenül érintette. Torgyánt ez gyengítette meg leginkább, mivel pályafutása alárendelődött saját fia érdekeinek.
A Népszava birtokába jutott hangfelvétel olyan beszélgetést örökített meg, amin nem vett részt az, aki ellen ezt bizonyítékként akarták felhasználni. Arról esett szó, hogy a miniszter fiát Torgyán Attila 3 millió forintos kenőpénzzel kellene megvesztegetni, cserében agroparkok támogatásáért. Az ügy koronatanúja, a hangfelvételt készítő Deésy Géza vállalkozó, a Stadler-per későbbi elítéltje ezután egy dokumentumot is eljuttatott a Népszavának, melyből kiderült, hogy a Torgyán Attilának átutalt kenőpénz közpénzből származik. Ezt követően 2001. február 8-án Torgyán József az Orbán Viktornál tett látogatásakor lemondott posztjáról, amit a miniszterelnök 2001. február 15-ei hatállyal elfogadott.
A kisgazda miniszterek még január végén biztosították támogatásukról miniszterelnököt. Megalakult a frakción belüli ún. polgári platform (Bánk Attila, Pokol Béla, Turi-Kovács Béla, Boros Imre, Horváth Béla, Várhelyi András), ami gyorsította a párt és a képviselőcsoport megosztását. Torgyánt lemondatták a miniszteri posztról, és gyorsan napirendre került a pártelnökségből való lemondatása. Ebben is szerepet kapott a helyettese, Szabadi Béla államtitkár elleni büntetőeljárás, ami Boros Imre megbízott agrárminiszter névre szóló feljelentései, tényállása és az államtitkár elítélése iránti kérelme alapján és szellemében indult és folyt. Bár sok tucat ügyben folyt Szabadi Béla ellen nyomozás, nagyrészt a mentelmi jog kikérése nélkül, de soha nem gyanúsították vagy vádolták korrupciós cselekménnyel.[forrás?] Fel sem merült, hogy személyes haszna származott volna kifogás tárgyává tett tevékenységéből.[forrás?] Annak ellenére, hogy a minősítés is folyamatosan változott. Torgyán József minisztert kihagyták az eljárásból, azzal az indokkal, hogy miniszterként nem foglalkozott anyagi ügyekkel. Hiába indítványozta a védelem az Orbán-kormány tagjainak meghallgatását, erre a bírósági szakban sem került sor. Holott Szabadi Béla teljes miniszterelnöki és miniszteri támogatottság és tájékozottság alapján végezte munkáját.
A koalíciós együttműködés 2001-ben lényegében megszűnt, bár a koalíció formálisan végig fennmaradt. Az eljárást Szabadi ellen Boros Imre kisgazda tárca nélküli miniszter névre szóló feljelentése indította el. Az országgyűlés felfüggesztette Szabadi Béla mentelmi jogát és előzetes letartóztatásba helyezték az országgyűlési képviselőt.
Kizárások és tagfelfüggesztések követték egymást, Torgyánnak a frakcióvezetést sem sikerült visszaszereznie (miniszterré választásakor felfüggesztette azt), jelöltje Szentgyörgyvölgyi Péter pedig nemsokára szintén a külső támogatást élvező, a szép jövőben bízó „lázadókhoz” csatlakozott. Folyamatosan bomlott szét a párt: ugyanazon a napon, két helyszínen tartottak májusban nagygyűlést. A Cegléden – botrányos körülmények között megtartott gyűlésen – Torgyán Józsefet ismét megerősítették elnöki pozíciójában, és visszavették a korábban kizárt G. Nagyné Maczó Ágnest is.  A kisgazda parlamenti frakció két nap múlva kizárta Torgyán Józsefet soraiból. A Fővárosi Bíróság jogerős ítéletét, ami jogszerűtlennek nyilvánította a kizárást és intézkedett Torgyán József visszavételéről, az országgyűlés nem hajtotta végre. Folytatódtak, majd kiteljesedtek a kizárások, amelyekre az érintetteket általában meg sem hívták, és a határozatképességről sem gondoskodtak.
Az Orbán Viktort támogató 14 kisgazda, élükön Turi-Kovács Bélával – az MKDSZ mintájára – megalakította a Kisgazda Polgári Egyesületet, így a Fidesz színeiben indulhattak a választáson.
Boros Imre volt megbízott agrárminiszter, illetve tárca nélküli miniszter részére az MDF kínált képviselőjelölti helyet, amit meg is szerzett 2002-ben. A Medgyessy Pétert érintő ügynökbotrányra válaszként Boros Imréről kerültek ki iratok, amelyek szt-tiszti működésére utaltak. Boros ezért Dávid Ibolya nyomására önként távozott az MDF-frakcióból.

## Szociálpolitika

### Családtámogatások
A polgári kormány egyik első intézkedéseként állította vissza a családi pótlék alanyi jogosultságát. A tanköteles korú gyermekek után a családi pótlékot az iskoláztatási támogatás váltotta fel, melynek összege az előbbivel volt azonos.
A polgári jövő programjának végrehajtásában fontos állomás volt az is, hogy 1998-tól a gyermeknevelési támogatás (gyet) és a gyermekgondozási segély (gyes) igénybevételének – a szocialisták által bevezetett – jövedelemhez kötöttsége megszűnt, így szintén alanyi jogon illette meg a szülőket.

A családi kötelékek erősítését, a generációk együttélését és együttműködését segítette az a rendelkezés, mely szerint 2001 márciusától az aktív korú nagyszülők is igénybe vehették a GYES-t unokájuk egyéves kora után.
A polgári kormány újra bevezette az előző kormány által megszüntetett gyermekgondozási díjat (gyed), melynek maximális értéke 2001-ben 80 ezer forintra emelkedett, majd kiterjesztették 3 évre.

A legrászorultabb családok gondjait az addigi rendszeres gyermekvédelmi támogatás helyett a megemelt összegű, 2001. január 1-jétől bevezetett kiegészítő családi pótlék intézménye enyhítette. Összege megegyezett a két gyermek után igénybe vehető adókedvezménnyel, azaz 4000 forinttal. Ezt azok vehették igénybe, akik munkanélküliek lévén nem részesülhettek a családi adókedvezményben. Az iskolás korú gyermeket nevelő, segítségre szoruló családok iskolakezdéskor jelentkező gondjain pedig a beiskolázási támogatás volt hivatott enyhíteni.

### Családi adókedvezmény
A gyermekes családokat a kormány az adórendszeren keresztül is támogatta.  A személyi jövedelemadóról szóló törvényben foglaltak szerint (1999. január 1-jétől) kedvezmény illette meg azokat a családosokat, ahol legalább az egyik családi pótlékra jogosult szülő személyi jövedelemadót fizetett.  A családi adókedvezmény már fogantatásától számított 91. napjától igénybe vehető volt. 2001-től egy gyermek esetében évi 400 000 forintig, két gyermek esetében 642 000 forintig, míg három és több gyermek esetében 1,35 millió forintig volt adómentes a család jövedelme. Újdonság volt, hogy a nevelési ellátásból kikerülő gyermek után is igénybe lehetett venni az adókedvezményt, amennyiben egyetemen vagy főiskolán folytatta tanulmányait.
Az adóterhelés csökkentéséhez tehát nem az adókulcsok megváltoztatásával, hanem a gyermekek után járó jelentős kedvezmények bevezetésével látott hozzá a polgári kormány. Ezért a személyi jövedelemadóban nem változtak a kulcsok, ám a személyi jövedelemadó táblában az alsó sávhatár 20%-kal, a felső 5%-kal növekedett.

### Otthonteremtési program
Az otthonteremtési program a lakásállomány bővítése, illetve korszerűsítése mellett stratégiai célként jelölte meg a lakáshitelezés szerepének növelését, a lakásmobilitás elősegítését a bérlakásszektor részarányának növelését.
A Fidesz-kormány otthonteremtési programja jelzálog alapú, 10%-os kamattámogatású, 6,5%-os kamatozású, 10 millió forintig igényelhető hitelt biztosított a fiatalok számára új lakás építésére, majd ezt kiterjesztette a használt lakások vételére is, továbbá garanciát vállalt arra nézve, hogy a kamat + kezelési költség együttes értéke 20 évig nem haladhatja meg a 6%-ot. Nőtt a felvehető lakáshitel összege, és 10-ről 20 évre nőtt a futamidő.
Az új lakások építésének csökkenése az 1975-ös csúcs után kezdődött el, és 1999-ben érte el mélypontját, amikor mindössze 19 300 épült Magyarországon. 2000-ben az előző évinél 12%-kal, 2001-ben pedig 30%-kal több lakásra adtak használatbavételi engedélyt az építésügyi hatóságok, ami 2001-ben 28 000 új befejezett lakást jelentett. A kiadott lakásépítési engedélyek száma 1999-ben emelkedni kezdett, ezt pedig a lakásépítés élénkülése követte. 2001-ben 48 000 új engedélyt adtak ki, 7%-kal többet, mint előző évben. (KSH, 2001/12)
A kormány a Széchenyi Terv keretében elindította az Állami Támogatású Bérlakás Programot, melynek köszönhetően 2000. július 1-jétől 2002. februárig összesen mintegy 35,1 milliárd forint vissza nem térítendő állami támogatást nyertek el pályázat útján az önkormányzatok, illetve egyházak. A teljes összeg felhasználásával összesen több mint 7 550 bérlakással gyarapodott az önkormányzatok, illetve egyházak kezelésében lévő bérlakásállomány.

## Gazdaságpolitika

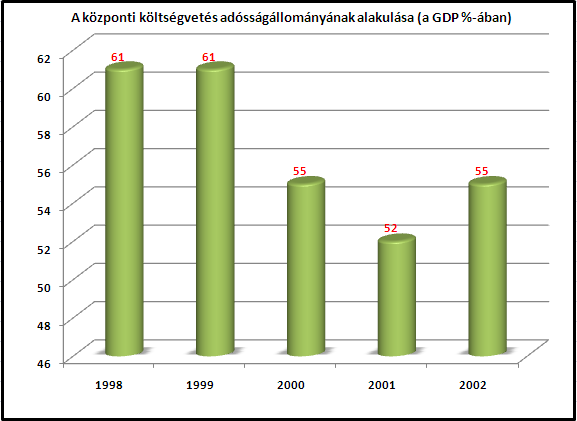
A központi költségvetés adósságállományának alakulása 1998-2002 között

A költségvetés GDP-hez mért adóssága 1998-ban és 1999-ben 61%, 2000-ben 55%, 2001-ben 52%, 2002-ben 55%, 2003-ban 57%, 2004-ben 58%. Ez tehát a Fidesz-kormány idején jelentősen csökkent és a második, harmadik és negyedik évében sokkal alacsonyabb volt, mint előtte. Az adósságráta alakulására egyes elképzelések szerint jelentős hatással voltak az előző szocialista kormány megszorító intézkedései (a 'Bokros-csomag') és az energiaszektor privatizációjának bevételei is, ám ez nem egyértelmű, a  mai napig vita tárgyát képezi.

A GDP növekedésének átlaga 1998 és 2002 között 4,6% volt.
Az államháztartás GDP-arányos hiánya 1999-ben 5,5%, 2000-ben 3,0%, 2001-ben 3,5% volt, ami megközelítette a maastrichti kritériumot. Ez a szocialisták kormányra jutásának évében, 2002-ben 8,4%-ra nőtt, köszönhetően néhány olyan tételnek is, amik az Orbán-kormány utolsó hónapjaiban keletkeztek.
Magyarország hosszú távú devizaadósságát 1996-tól 1999 végéig a JCR, a S&P, a Fitch 'BBB'-re minősítette, a Moody’s 'Baa'-ra. 2000 végére ez valamennyi hitelminősítőnél az 'A'-s régióba került, 2002 végére pedig tovább javult.
Az infláció az 1998-as 14,2%-ról a Fidesz vezette koalíció kormányzása alatt 5,2%-ra csökkent.
A munkanélküliségi ráta az Orbán-kormány idején az 1998-as 8,4%-ról 2002-re 5,8%-ra csökkent.
A reálbér-növekedés 1999-ben és 2000-ben 1,5%, 2001-ben 6,4%, 2002-ben 13,2% volt. (Az 1999-2002-es évek, tehát az Orbán-kormány időszakának átlaga: 5,5%.). 
Az Orbán-kormány erőteljesen javított a költségvetés és az egész gazdaság helyzetén, csökkentette a költségvetés GDP-arányos adósságát, a költségvetés hiányát és az inflációt, továbbá a megelőző időszaknál nagyobb GDP-növekedést és alacsonyabb munkanélküliséget produkált. Tette ezt egyebek között annak árán, hogy kisebb reálbér-növekedést valósított meg. Mindennek köszönhetően az ország adósságának minősítése az Orbán-kormány időszakában lényegesen jobb volt, mint  az előző kormány idején.
Az Orbán-kormányhoz és holdudvarához számos kétes ügy is kapcsolódik (Ezüsthajó Kft., Josip Tot és Kaya Ibrahim cégei, autópálya-cégek, id. Orbán kőbányái stb.), bár a hasonló ügyek tisztázására később felállított apparátus, a közpénzügyi államtitkár vezetése alatt, nem tudott bizonyítékokat felmutatni az Orbán-kormány törvénybe ütköző részvételére.

## Egészségügy

### Biztosítási reform
Az Orbán-kormány alatt szétvált az egészségügyi és a szociális irányítás, az egészségügyet önálló minisztérium irányította. A kormány megszüntette a társadalombiztosítási alapok önkormányzati irányítását (ezt a Fidesz már 1993-as bevezetésekor is ellenezte), majd a minisztériumhoz helyezte az Egészségbiztosítási Alap felügyeletét. A járulékbeszedést az APEH-hoz telepítették, így felszámolták a zavaros állapotokat a számla-egyeztetések kapcsán. Habár a kormány az egészségbiztosítás teljes körű átalakítását és a többiztosítós-rendszer bevezetését tűzte ki célul, a különböző érdekvédelmi szervezetek tiltakozására elállt ettől a javaslattól. Az egykori OVER-rendszer helyett létrehozták az egységes vényellenőrzési rendszert, a BÉVER-t. Ezzel a lépéssel áttekinthetővé tették a gyógyszertámogatást, sikerült jelentősen csökkenteni a gyógyászati segédeszközökkel való milliárdos visszaéléseket.

### Szerkezeti átalakítások
A kormány az egészségügy korszerűsítése érdekében magánosította a háziorvosi rendszert (magánpraxisok), az alapellátásban és a fogászatban az orvosi tulajdonlású teljes körű privatizációt, a szakrendeléseknél az egyéni és csoportos tulajdonlású privatizációt támogatták. Bevezette az EU-szintű orvos- és továbbképzést, az ún. rezidens-rendszert. A szakmai kollégiumok a Magyar Orvosi Kamara fennhatósága alá kerültek. A kormány új betegellátási modellt dolgozott ki (a veresegyházi Misszió Egészségügyi Központ), amelynek egyik fontos eleme az volt, hogy bizonyos kezeléseket helyben, az arra a célra kialakított központokban lehet elvégezni anélkül, hogy egy drágábban működő kórházba kelljen utalni a beteget.

### Egyebek
A kormány 2001-ben három évre szóló megállapodást írt alá a gyógyszergyártó cégekkel, melynek értelmében a térítési díjak emelkedésének maximuma nem haladhatta meg az éves infláció kétharmadát.
A kötelező egészségbiztosítás ellátásairól szóló 1999. évi LXXXIII. törvény módosításával életkortól függetlenül térítésmentessé tette a fogmegtartó kezeléseket, ezzel megszüntetve a Bokros-csomag utolsó, lakosságot sújtó elemét.
2001-ben a Nemzeti Egészségvédelmi Intézetet beolvasztották az ÁNTSZ szervezetébe, és azon belül Országos Egészségfejlesztési Központként működött tovább.

## Oktatásügy

### Felsőoktatás
- A kormány eltörölte a Bokros-csomag részeként az MSZP-SZDSZ-kormány által bevezetett általános tandíj-kötelezettséget. Ingyenessé tette a gyermekükkel otthon levők számára a diploma megszerzését, képzési formától függetlenül.
- A kormány felmondta a Nemzetközi Újjáépítési és Fejlesztési Bankkal korábban kötött megállapodásokat, a Felsőoktatási Fejlesztési Program finanszírozására, mivel a nemzetközi pénzpiacon található olcsóbb hitelehetőségek takarékosabb megoldást jelentenek.[25]
- A kormány 1999 márciusában létrehozta a Tudomány- és Technológiai Kollégiumot és annak Tudományos Tanácsadó Testületét. A testület elkészítette a Tudomány- és technológiapolitika 2000 című dokumentumot,[26] amely a hazai tudomány, technológia és innováció hosszú távú fejlesztési programját fogalmazta meg. Ennek főbb elemei: jelentős bérreform végrehajtása, a kutató-és fejlesztőműhelyek megerősítésére többletforrások biztosítása, a versenypályázati rendszerek költségvetésének növelése és a Széchenyi Terv keretében Nemzeti Kutatási és Fejlesztési Programok (NKFP) voltak.

#### Bursa Hungarica, diákhitel

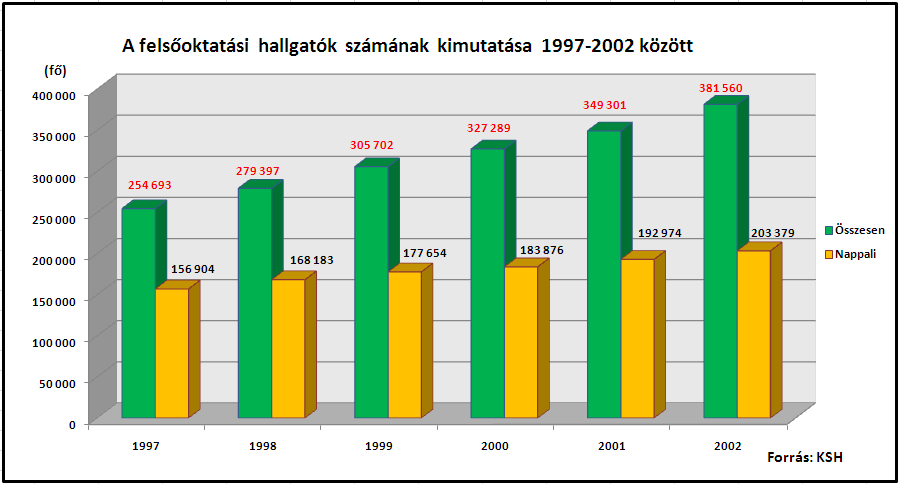
A felsőoktatási hallgatók számának kimutatása 1997-2002 között

A kormány olyan támogatási rendszert dolgozott ki melynek segítségével azok a hallgatók is bejuthattak a felsőoktatási intézményekbe, akik szociális helyzetük miatt nem gondolhattak a felsőfokú képesítés megszerzésére.  A hallgatók tanulmányait támogató esélyteremtő és esélykiegyenlítő intézkedések –érthető módon – jelentősen növelték a fiatalok továbbtanulási kedvét, amit jól mutat, hogy 1999-ben, a tandíj eltörlését követően, majd 2001-ben a Bursa Hungarica ösztöndíjrendszer és a diákhitel bevezetésekor érzékelhetően nőtt a felsőfokú képzésben részt vevők száma. (Lásd: grafikon!)
Az Orbán-kormány alatt a diákhitelt félévenként lehetett felvenni, a havonta felvehető hallgatói hitel legkisebb összege a bevezetés évében 10 000 forint, legnagyobb összege 21 000 forint volt. A külföldi ösztöndíjban részesülő hallgatók,  akár egy összegben, előre is felvehették az évi 210 ezer forintot. A diákhitelt azok a magyar állampolgárságú, 35. életévüket még be nem töltött hallgatók igényelhették, akik felsőfokú akkreditált iskolai rendszerű szakképzésben vagy egyetemi szintű főiskolai, illetve egyetemi alapképzésben vettek részt. Az összeg reálértékének állandóságát periodikus inflációkövetéssel biztosították. A hitel visszafizetése jövedelemarányosan történt, azaz a törlesztési kötelezettség mértéke a hallgatók mindenkori, aktuális, személyijövedelemadó-köteles jövedelmének azonos 6%-a volt, amelyet a Diákhitel Központ a kormány jóváhagyásával legfeljebb 1 százalékkal változtathatott meg, 8 százaléknál magasabbra viszont nem emelhette.
A Bursa Hungarica ösztöndíjrendszer keretében 2001-ben több 12 ezer hallgató részesült átlagosan havi 7140 forintos szociálisösztöndíj-támogatásban.

#### Felsőoktatási intézmények integrációja
A 2000/2001-es tanévben végrehajtott állami egyetemeket és főiskolákat érintő szervezeti integráció következtében a felsőoktatási intézmények száma 89-ről 62-re csökkent. 
Az átalakítást érintő intézmények a felsőoktatási intézményhálózat átalakításáról, továbbá a felsőoktatásról szóló 1993. évi LXXX. törvény módosításáról szóló 1999. évi LII. törvény alapján:
| Felsőoktatási intézmény(ek) | Jogutód Intézmény                                                                |
| --- | -------------------------------------------------------------------------------- |
| Államigazgatási Főiskola, Budapest | Budapesti Közgazdaságtudományi és Államigazgatási Egyetem - Budapest székhellyel |
| Budapesti Közgazdaságtudományi Egyetem, Budapest | Budapesti Közgazdaságtudományi és Államigazgatási Egyetem - Budapest székhellyel |
| Debreceni Agrártudományi Egyetem, Debrecen (kivéve az attól különváló hódmezővásárhelyi Mezőgazdasági Főiskolai Kart és a szarvasi Mezőgazdasági Víz- és Környezetgazdálkodási Főiskolai Kart) | Debreceni Egyetem - Debrecen székhellyel                                         |
| Debreceni Orvostudományi Egyetem, Debrecen | Debreceni Egyetem - Debrecen székhellyel                                         |
| Hajdúböszörményi Wargha István Pedagógiai Főiskola, Hajdúböszörmény | Debreceni Egyetem - Debrecen székhellyel                                         |
| Kossuth Lajos Tudományegyetem, Debrecen | Debreceni Egyetem - Debrecen székhellyel                                         |
| Bárczi Gusztáv Gyógypedagógiai Tanárképző Főiskola | Eötvös Loránd Tudományegyetem - Budapest székhellyel                             |
| Budapesti Tanítóképző Főiskola, Budapest | Eötvös Loránd Tudományegyetem - Budapest székhellyel                             |
| Eötvös Loránd Tudományegyetem, Budapest | Eötvös Loránd Tudományegyetem - Budapest székhellyel                             |
| Állatorvostudományi Egyetem, Budapest | Szent István Egyetem - Gödöllő székhellyel                                       |
| Gödöllői Agrártudományi Egyetem, Gödöllő (kivéve az attól különváló mezőtúri Mezőgazdasági Főiskolai Kart és a nyíregyházi Mezőgazdasági Főiskolai Kart)                                       | Szent István Egyetem - Gödöllő székhellyel                                       |
| Jászberényi Tanítóképző Főiskola, Jászberény | Szent István Egyetem - Gödöllő székhellyel                                       |
| Kertészeti és Élelmiszeripari Egyetem, Budapest (kivéve az attól különváló kecskeméti Kertészeti Főiskolai Kart)                                                                               | Szent István Egyetem - Gödöllő székhellyel                                       |
| Ybl Miklós Műszaki Főiskola, Budapest | Szent István Egyetem - Gödöllő székhellyel                                       |
| Csokonai Vitéz Mihály Tanítóképző Főiskola, Kaposvár | Kaposvári Egyetem - Kaposvár székhellyel                                         |
| Pannon Agrártudományi Egyetem, Állattenyésztési Kar, Kaposvár | Kaposvári Egyetem - Kaposvár székhellyel                                         |
| Comenius Tanítóképző Főiskola, Sárospatak | Miskolci Egyetem - Miskolc székhellyel                                           |
| Miskolci Egyetem, Miskolc (kivéve az attól különváló Dunaújvárosi Főiskolai Kart) | Miskolci Egyetem - Miskolc székhellyel                                           |
| Apáczai Csere János Tanítóképző Főiskola, Győr | Nyugat-magyarországi Egyetem - Sopron székhellyel                                |
| Benedek Elek Pedagógiai Főiskola, Sopron | Nyugat-magyarországi Egyetem - Sopron székhellyel                                |
| Agrártudományi Egyetem, Mezőgazdaságtudományi Kar (Mosonmagyaróvár) | Nyugat-magyarországi Egyetem - Sopron székhellyel                                |
| Soproni Egyetem, Sopron | Nyugat-magyarországi Egyetem - Sopron székhellyel                                |
| Illyés Gyula Pedagógiai Főiskola, Szekszárd | Pécsi Tudományegyetem - Pécs székhellyel                                         |
| Janus Pannonius Tudományegyetem, Pécs | Pécsi Tudományegyetem - Pécs székhellyel                                         |
| Pécsi Orvostudományi Egyetem, Pécs | Pécsi Tudományegyetem - Pécs székhellyel                                         |
| Haynal Imre Egészségtudományi Egyetem, Budapest | Semmelweis Egyetem - Budapest székhellyel                                        |
| Magyar Testnevelési Egyetem, Budapest | Semmelweis Egyetem - Budapest székhellyel                                        |
| Semmelweis Orvostudományi Egyetem, Budapest | Semmelweis Egyetem - Budapest székhellyel                                        |
| József Attila Tudományegyetem, Szeged | Szegedi Tudományegyetem - Szeged székhellyel                                     |
| Debreceni Agrártudományi Egyetem, Mezőgazdasági Főiskolai Kar (Hódmezővásárhely) | Szegedi Tudományegyetem - Szeged székhellyel                                     |
| Juhász Gyula Tanárképző Főiskola, Szeged | Szegedi Tudományegyetem - Szeged székhellyel                                     |
| Szent-Györgyi Albert Orvostudományi Egyetem, Szeged | Szegedi Tudományegyetem - Szeged székhellyel                                     |
| Pannon Agrártudományi Egyetem, Keszthely (kivéve az attól különváló kaposvári Állattenyésztési Kart és a mosonmagyaróvári Mezőgazdaságtudományi Kart)                                          | Veszprémi Egyetem - Veszprém székhellyel                                         |
| Veszprémi Egyetem, Veszprém | Veszprémi Egyetem - Veszprém székhellyel                                         |
| Bolyai János Katonai Műszaki Főiskola, Budapest | Zrínyi Miklós Nemzetvédelmi Egyetem - Budapest székhellyel                       |
| Zrínyi Miklós Nemzetvédelmi Egyetem, Budapest | Zrínyi Miklós Nemzetvédelmi Egyetem - Budapest székhellyel                       |
| Kereskedelmi, Vendéglátóipari és Idegenforgalmi Főiskola, Budapest | Budapesti Gazdasági Főiskola - Budapest székhellyel                              |
| Külkereskedelmi Főiskola, Budapest | Budapesti Gazdasági Főiskola - Budapest székhellyel                              |
| Pénzügyi és Számviteli Főiskola, Budapest | Budapesti Gazdasági Főiskola - Budapest székhellyel                              |
| Bánki Donát Műszaki Főiskola, Budapest | Budapesti Műszaki Főiskola - Budapest székhellyel                                |
| Kandó Kálmán Műszaki Főiskola, Budapest | Budapesti Műszaki Főiskola - Budapest székhellyel                                |
| Könnyűipari Műszaki Főiskola, Budapest | Budapesti Műszaki Főiskola - Budapest székhellyel                                |
| Miskolci Egyetem, Dunaújvárosi Főiskolai Kar (Dunaújváros) | Dunaújvárosi Főiskola - Dunaújváros székhellyel                                  |
| Gépipari és Automatizálási Műszaki Főiskola, Kecskemét | Kecskeméti Főiskola - Kecskemét székhellyel                                      |
| Kecskeméti Tanítóképző Főiskola, Kecskemét | Kecskeméti Főiskola - Kecskemét székhellyel                                      |
| Kertészeti és Élelmiszeripari Egyetem Kertészeti Főiskolai Kar (Kecskemét) | Kecskeméti Főiskola - Kecskemét székhellyel                                      |
| Bessenyei György Tanárképző Főiskola, Nyíregyháza | Nyíregyházi Főiskola –Nyíregyháza székhellyel                                    |
| Gödöllői Agrártudományi Egyetem, Mezőgazdasági Főiskolai Kar (Nyíregyháza) | Nyíregyházi Főiskola –Nyíregyháza székhellyel                                    |
| Debreceni Agrártudományi Egyetem, Mezőgazdasági Víz- és Környezetgazdálkodási Főiskolai Kar (Szarvas)                                                                                          | Tessedik Sámuel Főiskola - Szarvas székhellyel                                   |
| Gödöllői Agrártudományi Egyetem, Mezőgazdasági Főiskolai Kar (Mezőtúr) | Tessedik Sámuel Főiskola - Szarvas székhellyel                                   |
| Körös Főiskola, Békéscsaba | Tessedik Sámuel Főiskola - Szarvas székhellyel                                   |

A Budapesti Műszaki Egyetem elnevezése Budapesti Műszaki és Gazdaságtudományi Egyetemre változott. A Liszt Ferenc Zeneművészeti Főiskola, a Magyar Iparművészeti Főiskola, a Magyar Képzőművészeti Főiskola, a Színház- és Filmművészeti Főiskola és a Széchenyi István Főiskola pedig egyetemi rangot kapott.

## Vallás- és egyházpolitika
1998. június 2-án a kormány elfogadta a magyar katolikus egyház kezdeményezését, hogy hozzanak létre nemzetközi vegyes bizottságot, amely megvizsgálja az Apostoli Szentszékkel kötött megállapodás és az egyház-finanszírozási törvénycsomag között feszülő ellentéteket. Ezt követően az egyházi ügyekért felelős, helyettes államtitkári posztot hozott létre, a Nemzeti Kulturális örökség Minisztériumában. A tisztséget Semjén Zsolt kapta meg. Ugyanekkor lett kinevezve Balog Zoltán református lelkész a miniszterelnök egyházügyi főtanácsadójává.
„A kormány a költségvetésből támogatja a felekezetek pedagógiai intézeteit…” – állt abban a megállapodásban, amelyet Pokorni Zoltán oktatási miniszter, Seregély István egri érsek (a Magyar Katolikus Püspöki Kar elnöke), Bölcskei Gusztáv, a református zsinat lelkészi elnöke, illetve Harmati Béla, az evangélikus egyház püspök-elnöke írtak alá. A szerződés szerint 1999-ben a költségvetés az intézeteket minden egyházi iskolába járó diák után 500 forinttal támogatni fogja. 1999. november 17-én Orbán Viktor miniszterelnök a Parlamentben fogadta a történelmi egyházak képviselőit. A találkozó után Hámori József kulturális miniszter bejelentette: 2001-ig valamennyi felekezet visszakapja korábban igényelt ingatlanjait. 2000. szeptember 2-án Miskolcon felavatták és felszentelték a Fényi Gyula Jezsuita Gimnázium és Kollégiumot. Az egyházi középiskolai épületegyüttes hét év alatt, 10 millió márka ráfordítással épült fel. 2001-ben közoktatási megállapodásra kerül sor az Esztergom-Budapesti Főegyházmegye és a Budavári önkormányzat között: utóbbi vállalta, hogy a Szent Gellért Katolikus Gimnáziumban és a Budapesti Egyetemi Katolikus Gimnáziumban tanuló diákok esetében gyermekenként 20 ezer forint támogatást biztosít. 2001. augusztus 16-án magyar állam, ünnepélyes keretek között a magyar katolikus egyház tulajdonába adta a budapesti Szent István-bazilikát. Előtte a bazilika soha nem volt az egyház tulajdona.

## Egyéb intézkedések

### Országimázs Központ
A Miniszterelnöki Hivatalt vezető miniszter (MeHVM) a Miniszterelnöki Hivatal (MeH) Szervezeti és Működési Szabályzatának (SzMSz) módosításával 2000. február 1-jén alakította meg az Országimázs Központot a hivatal főosztályi szintű szervezeti egységeként.
Az Országimázs Központ feladata az országkép kialakítása és az állami ünnepségek programjainak megszervezése és lebonyolítása volt. Szakmai tevékenységét a MeH kommunikációért felelős politikai államtitkárának közvetlen felügyelete mellett végezte.